# 浅草名所七福神
浅草名所七福神（あさくさなどころしちふくじん）は、東京都台東区および荒川区の9寺社に祀られている七福神の巡礼札所。

## 概要
古くは江戸時代末期に始まり親しまれてきたが、戦後一時中断、1977年（昭和52年）に復活した。
福禄寿、寿老人が2社ずつあるので計9ヶ所で構成されている。これは「九は数の究み、一は変じて七、七変じて九と為す。九は鳩で。これは集まるの意味の他、天地の至数、易では陽を表す。」の故事に由来しているといわれる。重複分である福禄寿を祀る今戸神社と寿老人を祀る鷲神社は別の神社巡りコースである「下町八社」にも加わっている。
- エリア：東京都台東区・荒川区
- 巡礼距離：約8km
- 所要時間：約3時間
- 期間：1月1日 - 1月7日／9:00 - 16:00（期間外でも随時）
- 代表的起終点：浅草駅・田原町駅・南千住駅

## 浅草名所七福神の一覧
| 寺社         | 通称（堂名） | 神       | 宗派     | 所在地                    | 備考 |
| ------------ | ------------ | -------- | -------- | ------------------------- | ---- |
| 浅草寺       |              | 大黒天   | 聖観音宗 | 東京都台東区浅草2-3-1     |      |
| 浅草神社     |              | 恵比須   | 神道     | 東京都台東区浅草2-3-1     |      |
| 本龍院       | 待乳山聖天   | 毘沙門天 | 聖観音宗 | 東京都台東区浅草7-4-1     |      |
| 今戸神社     |              | 福禄寿   | 神道     | 東京都台東区今戸1-5-22    | ※1   |
| 不動院       | 橋場不動院   | 布袋尊   | 天台宗   | 東京都台東区橋場2-14-19   |      |
| 石浜神社     |              | 寿老人   | 神道     | 東京都荒川区南千住3-28-58 |      |
| 吉原神社     |              | 弁財天   | 神道     | 東京都台東区千束3-20-2    | ※2   |
| 鷲神社       |              | 寿老人   | 神道     | 東京都台東区千束3-18-7    | ※1   |
| 矢先稲荷神社 |              | 福禄寿   | 神道     | 東京都台東区松が谷2-14-1  |      |

※1)下町八社にも数えられる。
※2)お正月(1月1日から7日まで)の期間以外は無人であり、千束稲荷神社で御朱印と頒布を行っている。

## 隣接七福神
- 下谷七福神
- 下町八福神
- 隅田川七福神